# Porky's hämnd
Porky's hämnd, (engelska Porky's revenge), är en amerikansk-kanadensisk komedi från 1985 i regi av James Komack. Filmen, som hade Sverigepremiär den 3 juli 1985, är den tredje och sista delen i trilogin om Porky.

## Handling
De sextokiga eleverna på Angel Beach High Scool håller på att trakassera gymnastikläraren Beulah Balbricker. När hon avslöjar dem när de tittar på porr i skolans bibliotek hotar hon med att de ska bli avstängda från skolan om det fortsätter. Under tiden spelar skolans basketlag slutspelssemifinal och är väldigt motiverade att vinna matchen, då lagets cheerleader har lovat dem en orgie om de vinner. De motiverade killarna vinner matchen och efteråt följer de med hem till en av tjejernas hem där tjejerna hoppar ner i poolen och kastar upp sina underkläder från bassängen till killarnas stora glädje.
Samtidigt har Porky återvänt, han har tidigare varit i kontakt med ungdomarna på Angel Beach High School och är ute efter hämnd. Han äger en flodbåt som är en täckmantel för det kasino som det egentligen är. Enligt Brian kräver Porky pengar av deras coach Goodenough, eftersom han är skyldig Porky pengar för en spelskuld. Gänget beslutar sig för att besöka båten för att skaffa fram bevis på att den är ett flytande illegalt kasino. Gängets plan misslyckas dock när Porky fångar dem på bar gärning och en gång för alla tänker göra sig av med dem. Men när de nämner "The State Championship Game" börjar Porky att inse att gänget kanske kan hjälpa honom istället.

## Om filmen
Filmen är inspelad i Fort Lauderdale, Hollywood och Miami, Florida i USA.

## Rollista (urval)
- Dan Monahan - Edward "Pee Wee" Morris
- Mark Herrier - Billy McCarthy
- Wyatt Knight - Tommy Turner
- Kaki Hunter - Wendy Williams
- Tony Ganios - Anthony "Meat" Tuperello
- Scott Colomby - Brian Schwartz
- Nancy Parsons - Beulah Balbricker
- Eric Christmas - Mr. Carter
- Chuck Mitchell - Porky